# スタンリー・アボラ
スタンリー・オポク・アボラ（Stanley Opoku Aborah、1987年6月23日 - ）は、ガーナ・クマシ出身の元サッカー選手。ポジションはMF。最後にプレーしたクラブはリーグ・オブ・アイルランド・プレミアディビジョンのウォーターフォード・ユナイテッドFCである。また、ガーナとベルギーのパスポートを保持する。